# Estatut de Baiona

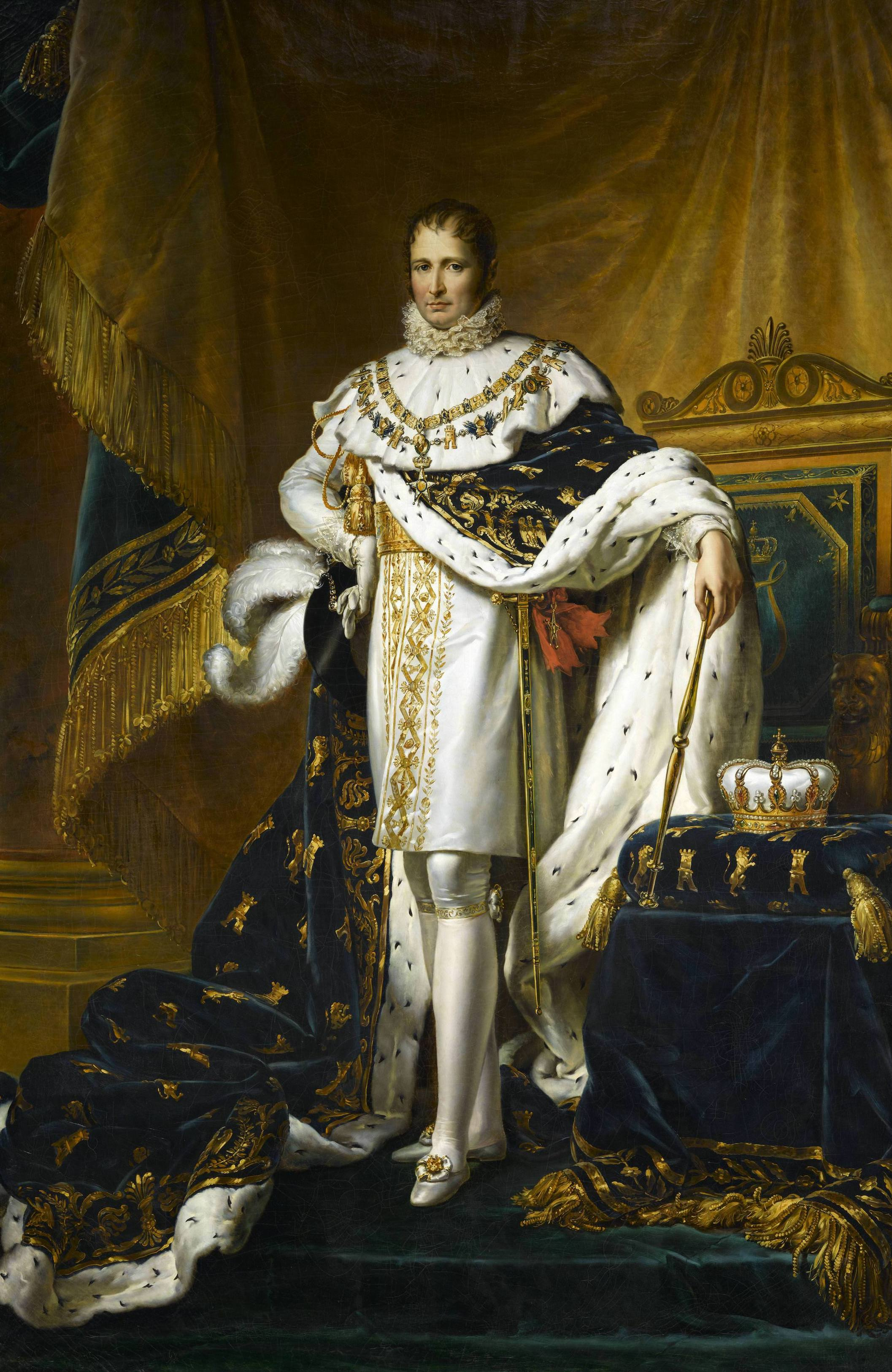
Josep Bonaparte.

L'Estatut de Baiona, Carta de Baiona o Constitució de Baiona es considera una carta atorgada, ja que no va ser elaborada pels representants de l'Estat, jurada pel germà de Napoleó Bonaparte, Josep I Bonaparte, a qui ell va confiar el territori espanyol ocupat, el 8 de juliol de 1808 a la ciutat de Baiona (França). Fou un text constitucional aprovat per Napoleó a la ciutat francesa de Baiona el 8 de juliol de 1808 i jurat pel germà de Napoleó, Josep I d'Espanya que era rei d'Espanya. En aquest s'estableix el canvi a Espanya de la monarquia absoluta per una monarquia constitucional, d'idees napoleòniques. No és coneguda com a "constitució" sinó com "Carta de Baiona", un document unilateral que entra en efecte en el moment que el seu destinatari la rep.
Organitzava Espanya com una monarquia hereditària que el monarca ocupava el centre del poder polític, però amb l'obligació de respectar els drets ciutadans proclamats en el seu text. Va néixer en un context complex, dictat fora de territori nacional i amb un marcat caràcter afrancesat, apadrinat pels liberals moderats. A causa del seu origen i procés no pot considerar-se una constitució, sinó una carta atorgada el projecte de la qual va ser presentat per Napoleó a 65 diputats espanyols als quals només se'ls va permetre deliberar sobre el seu contingut. No va existir voluntat prèvia d'elaborar un document constitucional, se'ls va imposar un text i es va acceptar per unes Corts reduïdes convocades en territori francès.

## Creació de la Carta de Baiona
Històricament la seva creació es va realitzar de la següent manera: 
- Carles IV abdica en favor del seu fill Ferran VII.
- Ferran VII abdica en favor de Napoleó.
- Napoleó ordena al Duc de Berg que convoqui una assemblea a Baiona.
- Entre el 15 i el 30 de juny de 1808 s'elabora una "Constitució".
- El 07-07-1808 Napoleó abdica en favor del seu germà Josep.
- El 08-07-1808 es promulga. La mateixa té la següent estructura:
- Poder Legislatiu.- Iniciativa real, que promulga "escoltades les corts".
- Poder Executiu.- Correspon al Rei i els seus Ministres. El Rei ordena i els Ministres són responsables.
- Poder Judicial.- És independent, però el Rei nomena els jutges.